# Stuttgarter Psalter

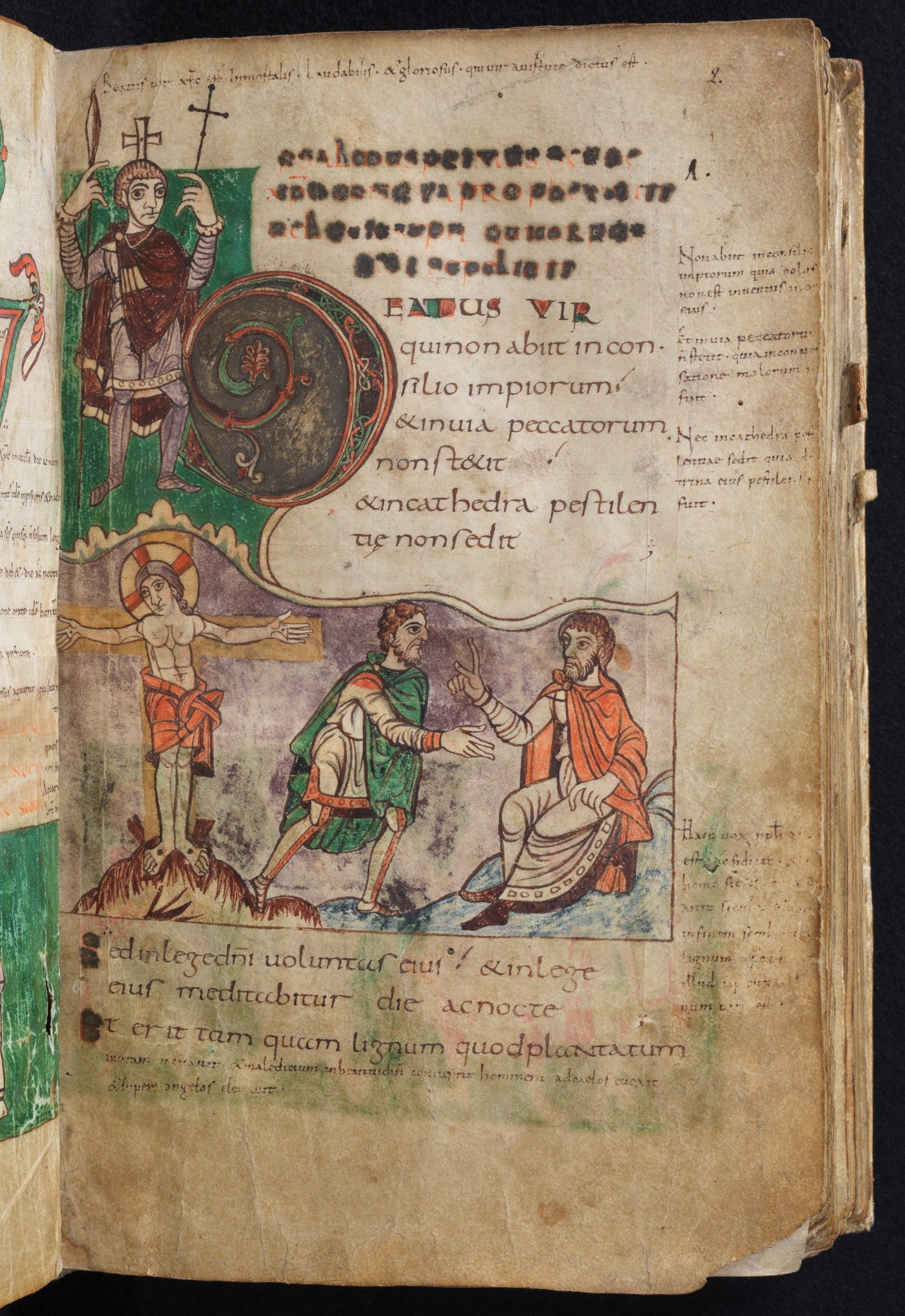
Stuttgarter Psalter, Psalm 1 (fol. 2r)

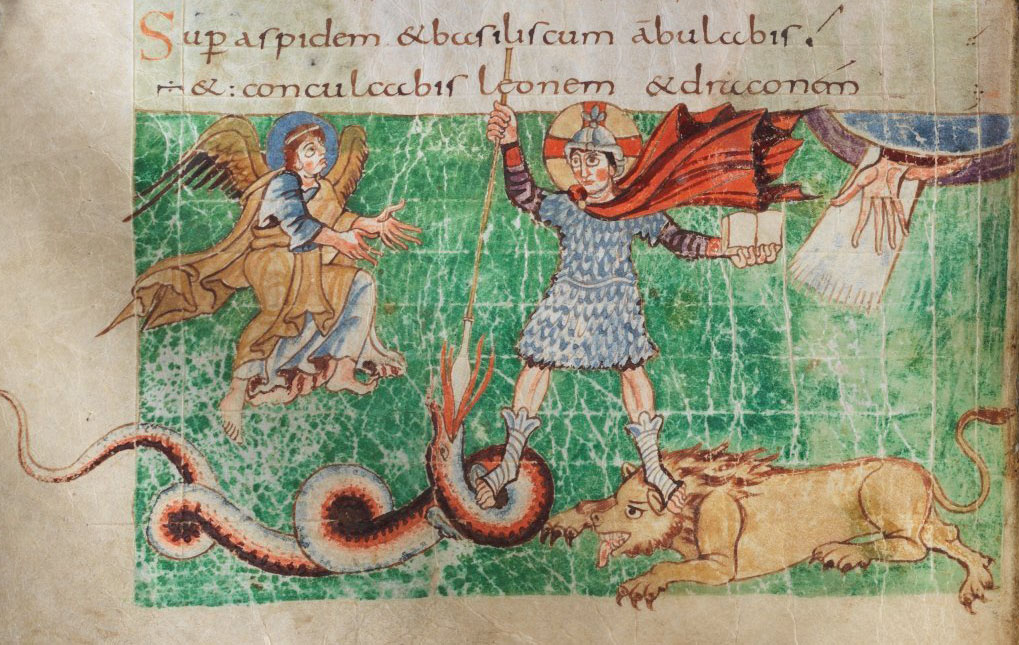
Stuttgarter Psalter, Psalm 91 (fol. 107v)

Der Stuttgarter Psalter (Württembergische Landesbibliothek Stuttgart, Bibl. fol. 23) ist eine zwischen 820 und 830 in der Abtei Saint-Germain-des-Prés nahe Paris entstandene karolingische Bilderhandschrift. Das 168 Blätter (26,5 × 17,5 cm) lange Werk enthält die 150 Psalmen in schöner, gleichmäßiger karolingischer Minuskel. Unterbrochen werden diese von 316 farbigen Miniaturen. Diese Miniaturen illustrieren jeweils die Verse, zwischen denen sie stehen, und stellen meist deren theologische Deutung dar. Die sehr farbenfrohe und sorgsame Ausschmückung ist der Bildungsreform Karls des Großen zu verdanken. Trotz der ausdrucksstarken Illustrationen stand die Textüberlieferung bei der Herstellung im Vordergrund. Das Gebetbuch gehört heute mit zu den besten Vulgatafassungen.

## Entstehung
Die Herstellung war akribisch geplant. Zuerst schrieb man sorgsam und gut leserlich den Text. Dabei ließ man ganze Zeilen frei für die späteren Illustrationen. Aber auch dort, wo später Teile der Miniaturen in den Text ragen sollten, wurden Aussparungen zuerst freigelassen. Die Schreiber orientierten sich bei der Niederschrift bereits an Vorlagen der Miniaturen für die Illustratoren. Diese Vorlagen überlieferten Bildmuster antiker Herkunft und reichen in die Zeit um 600 oder gar 400 n. Chr. zurück.
Das Manuskript wurde von Herzog Carl Eugen nach Württemberg geholt und befindet sich seit über 200 Jahren in der Württembergischen Landesbibliothek in Stuttgart.